# 愛知万博の歴史
愛知万博の歴史では、2005年日本国際博覧会（愛知万博）に関連した出来事を時系列で記述する。

## 開催までの経過
- 1988年10月 愛知県が万博構想を発表する。
- 1990年2月 万博会場候補に愛知県瀬戸市の海上の森が挙がる。
- 1991年10月 万博テーマが「技術・文化・交流－新しい地球創造」となる。
- 1994年6月 基本構想発表。入場者4,000万人、会場建設や出展事業費に4000億円前後を見込む。開催後、会場跡地は住宅地として整備するとした。
- 1995年12月 万博開催申請の了承を閣議にて得る。入場者規模は2,500万人に下方修正。
- 1996年4月 政府が博覧会国際事務局（BIE）へ参加申請。テーマは「新しい地球創造：自然の叡智」。
- 1997年6月 モナコで開催されたBIE総会でカナダのカルガリーを破って2005年の開催地に決まる。投票はジャマイカを除く81カ国の無記名で行われ、結果は日本52、カナダ27、棄権1、無効1。両陣営とも多数派工作のためにBIE未加盟国を加盟させた結果、当初47カ国だった加盟国が82カ国にまで増加した。また、この誘致合戦では当時進出先を検討中だったトヨタ自動車の欧州第二工場をカードにヨーロッパ諸国の支持を取り付けるなど、当時地元経済界で急速に存在感を増しつつあったトヨタ自動車の力を見せつける結果ともなった。
- 1997年10月 博覧会協会が設立される。
- 1999年5月 会場予定地の海上の森で絶滅危惧種のオオタカの営巣が確認される。
- 2000年1月 中日新聞により、BIEが「万博の跡地利用計画は環境破壊」と厳しく批判していた文書の存在がスクープされる。
- 2000年4月 会場跡地の宅地開発計画を中止。
- 2000年9月 愛知郡長久手町（現・長久手市）の愛知青少年公園（現・愛・地球博記念公園）に主会場の計画変更を発表。入場者規模は1,500万人に下方修正。
- 2000年12月 パリで開催されたBIE総会で愛知万博が正式登録される。
- 2001年3月19日 博覧会協会最高顧問に堺屋太一が就任
- 2001年3月30日 187カ国　73国際機関に参加招請を開始
- 2001年3月22日 堺屋太一の開発志向の計画と博覧会協会の意向にズレがあることを同氏がコメント
- 2001年6月28日 堺屋太一が協会関係者との意見の相違の理由で博覧会協会最高顧問を辞任
- 2002年1月 愛知万博の愛称が「愛・地球博」に決まる。
- 2002年6月 皇太子徳仁親王が愛知万博名誉総裁に就任。
- 2002年10月 長久手・瀬戸両会場で起工式。
- 2003年9月 前売り入場券が発売開始。その時、小泉純一郎首相が購入

## 内覧会・開会から閉会までの経過
- 2005年3月18日 内覧会が3月20日までの3日間行われる。
- 2005年3月24日 長久手会場のEXPOドームで名誉総裁徳仁親王[1]、明仁天皇[1]、美智子皇后[1]、小泉純一郎名誉会長[1]、豊田章一郎会長[1]、呉建民BIE議長[1]、YOSHIKI、浜崎あゆみ[1]、森山良子[1]など各界著名人・万博関係者が臨席の下、4000人の警備体制で[2]開会式が行われる[1]。
- 2005年3月25日 予定時間より15分早めて、午前9時15分に開幕[3]。
- 2005年3月27日
  - フランスのシラク大統領が視察[4]。
  - EXPOドームで特集　NHKのど自慢　イン　愛・地球博を開催。
- 2005年3月31日 開幕から1週間遅れでリビア館とイエメン館がオープン。
- 2005年4月1日 小泉首相の意向で弁当の持ち込みが解禁[5]。ただし、家庭で調理されたもの限定。
- 2005年4月4日 EXPOドームにて大相撲万博場所が開催。
- 2005年4月5日 ドイツのケーラー大統領が視察。
- 2005年4月6日 スウェーデンのヴィクトリア王女が来訪。
- 2005年4月7日
  - 人類最古の頭骨サヘラントロプス・チャデンシス（トゥーマイ）から復元された立体模型の展示始まる。（世界初公開・グローバルハウス・オレンジホール）
  - リビアのカダフィ大佐が視察。
  - 千葉県在住の大学生2名がフェンスをよじ登って長久手会場に侵入。直ぐにフェンスを登って会場外に出たが、愛知県警に連行され、後に書類送検される。
- 2005年4月8日 匿名掲示板2ちゃんねるで万博会場に爆弾を仕掛けると書き込みが見つかり、警備体制が強化される。
- 2005年4月9日 グローバル・ハウスのマンモスラボで漏電による小火が起き、同館の屋根中央部を少し焼く。
- 2005年4月10日
  - 開園後の累計入場者数が100万人を超える[6]。
  - EXPOドームで第16回エアロビック世界選手権大会決勝を開催。
- 2005年4月11日 ノルウェーのホーコン王太子が来訪。
- 2005年4月12日
  - クロアチアのコソル副首相が視察。
  - アメリカのミネタ運輸省長官が視察。
- 2005年4月13日 ドイツのクレメント経済労働大臣が視察。
- 2005年4月15日 スイスのシュミット大統領が視察。
- 2005年4月19日 オランダのウィレム＝アレクサンダー王太子（後の国王）が来訪。
- 2005年4月20日
  - グローバル・ハウス・マンモスラボへの単独観覧コースが新設。
  - デンマークのフレゼリク王太子が来訪。
- 2005年4月21日 オーストラリアのハワード首相が視察。
- 2005年4月22日 イギリスのアンドリュー王子が来訪。
- 2005年4月23日
  - 累計入場者数が200万人を超える。（午前11時発表時点）
  - 愛知県ウィークパート1が開幕（4月29日まで）
- 2005年4月26日
  - 長久手会場の開場時間が午前9時30分から午前9時、閉場時間が午後9時30分から午後10時に変更。
  - 瀬戸会場の開場時間が午前9時30分から午前9時に変更。
- 2005年4月29日
  - 高円宮妃久子が来訪。
  - ミクロネシアのウルセマル大統領が視察。
- 2005年5月2日 トワイライト・コンサートが始まる（9月7日までの46回公演）
- 2005年5月3日 累計入場者数が300万人を超える。（午後4時発表時点）
- 2005年5月4日 高円宮妃久子が来訪。（2度目）
- 2005年5月10日 カンボジアのセン首相が視察。
- 2005年5月11日 韓国の金元基国会議長が視察。
- 2005年5月12日 フィンランドのヴァンハネン首相が視察。
- 2005年5月13日
  - 開幕から50日遅れでアンデス共同館がオープン、全てのパビリオンが出揃う。（グローバルコモン2）
  - ブルガリアのマーリン副大統領が視察。
- 2005年5月14日
  - 累計入場者数が400万人を超える。（午前11時発表時点）
  - ゼネラルモーターズのリチャード・ワゴナー会長が来訪。
- 2005年5月17日
  - アゼルバイジャンのシャリホフ副首相が視察。
  - EXPOドームでNHK歌謡コンサートを開催。
- 2005年5月19日 中国の呉儀副首相が視察。
- 2005年5月23日 累計入場者数が500万人を超える。（午前11時発表時点）
- 2005年5月24日 ポルトガルのサンパイオ大統領が視察。
- 2005年5月25日 ドミニカ共和国のアルブルケルケ副大統領が視察。
- 2005年5月26日
  - 夢見る山の「めざめの方舟」のテーマが、魚（第1章）から鳥（第2章）に替わる。
  - タンザニアのシェニ副大統領が視察。
  - 自然の叡智賞（第1回審査）が終了。
- 2005年5月30日 マダガスカルのラヴァルマナナ大統領が視察。
- 2005年5月31日 累計入場者数が600万人を超える。（午後4時発表時点）
- 2005年6月1日
  - 長久手日本館の360度全天球方シアターでバージョン2（緑のささやき）を初公開。（6月5日から奇数日のみ上映）
  - ルーマニアのバセスク大統領が視察。
- 2005年6月2日 秋篠宮妃紀子が来訪。
- 2005年6月3日 ニュージーランドのクラーク首相が視察。
- 2005年6月4日
  - 瀬戸会場で公式記念品ショップがオープン。
  - スペイン館の海上パビリオン「ビクトリア号」が名古屋港に入港。（6月7日から一般公開）
- 2005年6月5日 スペインのフェリペ王太子（のちの国王フェリペ6世）が視察。
- 2005年6月6日
  - サツキとメイの家の内装を衣替え、夏仕様になる。
  - ジャパンウィークが開幕。6月12日まで開催。
  - EXPOドームでジャパンインターナショナルデーを開催。皇太子名誉総裁、小泉首相、豊田会長などの著名人が出席。
  - 日本の小泉首相が視察。
  - 皇太子徳仁親王が視察。（6月8日までの3日間）
- 2005年6月7日 アルメニア共和国のマルカリャン首相が視察。
- 2005年6月9日 累計入場者数が700万人を超える。（午前11時発表時点）
- 2005年6月13日
  - モリゾー・ゴンドラがワイヤーの引き詰め作業により運休。（6月17日まで）
  - 常陸宮正仁親王と同妃華子が来訪。（6月14日までの2日間）
  - ラオスのレンサワット副首相兼外務相が視察。
- 2005年6月14日 ベルギーのフィリップ王太子（のちの国王）が来訪。
- 2005年6月15日 カザフスタンのアフメトフ首相が視察。
- 2005年6月17日 累計入場者数が800万人を超える。（午後4時発表時点）
- 2005年6月18日 全てのゲートで給水タンクを設置、無料配水サービスを開始。
- 2005年6月22日
  - フィジー諸島共和国のガラセ首相が視察。
  - 寬仁親王が来訪。
- 2005年6月23日 チュニジア共和国のガンヌーシ首相が視察。
- 2005年6月24日 チェコ共和国のパロウベク首相が視察。
- 2005年6月25日 累計入場者数が900万人を超える。（午前11時発表時点）
- 2005年6月27日 ユネスコの松浦晃一郎事務局長が視察。
- 2005年7月1日
  - 愛知県・三重県・岐阜県の三県で夜間割引入場券の場外発売を開始。
  - モロッコ王国のララ・サルマ国王妃が来訪。
- 2005年7月4日 累計入場者数が1,000万人を超える。（午前11時発表時点）
- 2005年7月6日 リトアニア共和国のブラザウスカス首相が視察。
- 2005年7月7日 ネパール王国のパラス王太子が来訪。
- 2005年7月8日
  - パラオ共和国のレメンゲサウ大統領が視察。
  - マーシャル諸島共和国のノート大統領が視察。
- 2005年7月10日
  - アフリカ共同館内のチャド共和国ブースがオープン、全121カ国が出揃う。（グローバル・コモン5）
  - EXPOドームで世界バレエ&モダンダンスコンクール開幕式を行う。
- 2005年7月11日 天皇、皇后が2度目の視察。（7月13日までの3日間）
- 2005年7月12日 ガボン共和国のミヤク副首相が視察
- 2005年7月13日
  - ソロモン諸島のケマケザ首相が視察。
  - 累計入場者数が1,100万人を超える。（午後10時発表時点）
- 2005年7月15日
  - アイスランド共和国のアウスグリムソン首相が視察。
  - 遊びと参加ゾーンの円形広場で期間限定夜間イベント「サマーナイトフェスタ」が開幕。（9月11日までの金・土・日限定）
- 2005年7月17日 開園前に全ゲートで約2万4000人が並んだ為、30分早めて午前8時30分に開園。
- 2005年7月20日
  - 皇太子徳仁親王と皇太子妃雅子が視察。
  - 瀬戸会場の閉場時間が午後6時から午後7時に変更。
- 2005年7月21日
  - 日立グループ館の入館方法が先着入場から整理券入場に変更。
  - 長久手日本館の360度全天球方シアターでバージョン3（夏休み特別バージョン「生命（いのち）のきらめき」）を初公開（8月31日まで）
- 2005年7月22日
  - ウクライナのユシチェンコ大統領が視察。
  - 累計入場者数が1,200万人を超える。（午後4時発表時点）
- 2005年7月25日
  - 夢見る山の「めざめの方舟」のテーマが、鳥（第2章）から犬（最終章）に替わる。
  - 秋篠宮一家（秋篠宮文仁親王・紀子妃・眞子内親王・佳子内親王）が来訪。
- 2005年7月26日 台風7号の影響により、会場内の交通機関（グローバルトラム・自転車タクシー・ゴンドラ）が終日運休（IMTSは午後4時に運行再開）。フランス館、サウジアラビア館などが早閉館。
- 2005年7月27日 遊びと参加ゾーンのイルミネーション「光のプロムナード」が初点灯。（閉会日まで）
- 2005年7月29日 電飾パレード「エキスポ・オールスターズ・パレード」が開幕。（8月29日まで）
- 2005年7月30日 エキスポ・オールスターズ・パレード「お別れショー」の最中に見物客と北ゲートを通過する帰宅客が押し合いになり混乱。見物客の所持品多数破損し、2名が負傷。
- 2005年7月31日 高円宮妃久子が来訪。（公表では4度目）
- 2005年8月1日
  - 新たに公式記念品ショップが東ゲートにオープン。また公式記念品ワゴンが長久手会場内の北ゲート・西エントランスに増設。
  - 紀宮清子内親王が来訪。（8月3日までの3日間）
  - エキスポ・オールスターズ・パレード「お別れショー」が7月30日の事故を考慮し一時中止となる。
- 2005年8月2日
  - 累計入場者数が1,300万人を超える。（午前11時発表時点）
  - エキスポ・オールスターズ・パレードが見物客等の安全面の計画練直しの為、一時中止。
- 2005年8月6日 午後2頃に瀬戸市内での落雷の影響により、瀬戸会場全体が約40分間の停電。
- 2005年8月7日 EXPOドームで世界コスプレサミットを開催。
- 2005年8月8日
  - 名古屋市ウィークが開幕。（8月14日まで）
  - エキスポ・オールスターズ・パレードの「ショー」と「パレード」が日程別開催に分けられて再開。
- 2005年8月9日
  - ガスパビリオン内で、ショーの準備中に小道具から出火。パビリオン内に居た入場者300人と入場待ちをしていた約1000人が避難。出演者1人が顔と手に軽い火傷を負い救急車で運ばれる。同パビリオンは第1回公演のみで終日休館。
  - スペイン館の海上パビリオン「ビクトリア号」が大阪港に向けて名古屋港を出港。
- 2005年8月10日
  - ガスパビリオンのメインショーが8月9日の小火を考慮と安全確認の為に一時中止。
  - 秋篠宮一家（秋篠宮文仁親王・紀子妃・眞子内親王・佳子内親王）が2度目の来訪。（8月12日までの3日間）
  - 午後8時時点の会場内の利用者が多かった為、エキスポ・オールスターズ・パレードが安全を考慮して中止、エキスポ・オールスターズ・ショーに変更される。（後に8月21日まで変更）
- 2005年8月11日
  - パキスタン・イスラム共和国のアジーズ首相が視察。
  - 累計入場者数が1,400万人を超える。（午前11時発表時点）
- 2005年8月12日
  - ガスパビリオンのメインショーが再開。
  - タイ王国のチャトゥシーピタック副首相が視察。
- 2005年8月13日 にっぽんど真ん中祭り in 愛・地球博が開催。（8月14日の2日間）
- 2005年8月17日 午前9時頃に豊田市内の送電線に異物が引っ掛かり停電が長久手会場内で約3秒間発生。三井・東芝館やドイツ館など4パビリオンがシステムの復旧作業により最大約2時間の開館遅れとなる。
  - オーストラリア館にてオーストラリア・エコ作文コンテスト表彰式が行われる。
- 2005年8月18日 累計入場者数が1,500万人を超える。（午前11時発表時点）
- 2005年8月19日
  - グアテマラ共和国のベルシェ大統領が視察。
  - コスタリカ共和国のパチェコ大統領が視察。
  - ホンジュラス共和国のマドゥーロ大統領が視察。
  - エルサルバドル共和国のエスコバル副大統領が視察。
  - ニカラグア共和国のカステジョン副大統領が視察。
  - パナマ共和国のナバロ第一副大統領が視察。
- 2005年8月22日
  - ミクロネシア連邦のキリオン副大統領が視察。
  - エキスポ・オールスターズ・パレードが再開。
- 2005年8月25日
  - 台風11号の影響によりモリゾーゴンドラ・キッコロゴンドラが終日運休。
  - 徳仁親王が視察。（8月26日までの2日間、全国農業青年交換大会開会式臨席のため）
- 2005年8月26日 累計入場者数が1,600万人を超える。（午前11時発表時点）
- 2005年8月27日 24時間テレビ28 「愛は地球を救う」の募金活動を実施。（28日までの2日間）
- 2005年8月31日 タイ王国のシナワット首相が視察。
- 2005年9月1日
  - 累計入場者数が1,700万人を超える。（午前11時発表時点）
  - 瀬戸会場の閉場時間が午後7時から午後6時に変更。
- 2005年9月6日
  - 台風14号の影響でモリゾーゴンドラ・キッコロゴンドラが運休。（9月7日までの2日間）
  - アンゴラ共和国のドス・サントス首相が視察。
- 2005年9月7日 累計入場者数が1,800万人を超える。（午前11時発表時点）
- 2005年9月12日 累計入場者数が1,900万人を超える。（午前11時発表時点）
- 2005年9月13日 愛知県ウィークパート2が開幕。（9月19日まで）
- 2005年9月16日 累計入場者数が2,000万人を超える。（午後11時発表時点）
- 2005年9月17日 長久手日本館の地球の部屋の上演スケジュールが1･2･3バージョンの日替わりに変更。（閉会日まで）
- 2005年9月18日 12時50分より会場内の滞留者が17万人を超えた為、初の入場規制を実施。（午後12時30分実施の予告、午後6時20分まで）
- 2005年9月19日 自然の叡智賞（第2回審査）が終了。
- 2005年9月20日 閉会に向けた募金活動「愛・地球博メッセージ ～EXPO MESSAGE～」が始まる。（閉会日まで）
- 2005年9月21日 累計入場者数が2,100万人を超える。(午前11時発表時点)
- 2005年9月23日
  - JR東海超電導リニア館のファイナルイベント「185日間の思い出」が始まる。（閉会日まで）
  - 夢見る山の「めざめの方舟」の最終公演が第1章･第2章･第3章連続上映に変更。（閉会日まで）
- 2005年9月25日
  - 予定より50分早く午前8時10分に開場
  - EXPOドームで皇太子名誉総裁、小泉名誉会長、豊田会長、呉BIE議長、ロセルタレス事務局長、松浦亜弥、竹下景子日本館総館長、神木隆之介など著名人及び、一般招待者・万博関係者が臨席の下、閉会式が行われる。
  - 午後4時にて入場券の販売が終了。
  - 累計入場者数が2,200万人を超える。（午後4時発表時点）
  - 瀬戸会場でグランドフィナーレを開催。
  - 地球市民村の大地の広場で閉村の儀を開催。
  - EXPOドームでファイナルコンサート「愛・地球シンフォニー」を開催。
  - 午後7時にて各外国館が閉館。（一部を除く）
  - 各グローバル・コモンでグランドフィナーレを開催。
  - 愛・地球広場でグランドフィナーレ「フェアウェルパーティ」を開催。
    - グランドフィナーレ特別公演エキスポ・オールスターズ・ショーを開催。
    - 愛・地球博 FM LOVEARTHコラボレーションスペシャルライブを開催。
    - モリゾーとキッコロの森へ帰る式を行う。
    - 国旗一斉降納式を行い、午後9時閉幕。（会場は午後10時まで開場）

  - 午後9時30分、各企業パビリオンで閉館式を行う。
  - 午後11時、長久手会場内の各ゲートを封鎖。

## 閉会以降の経過

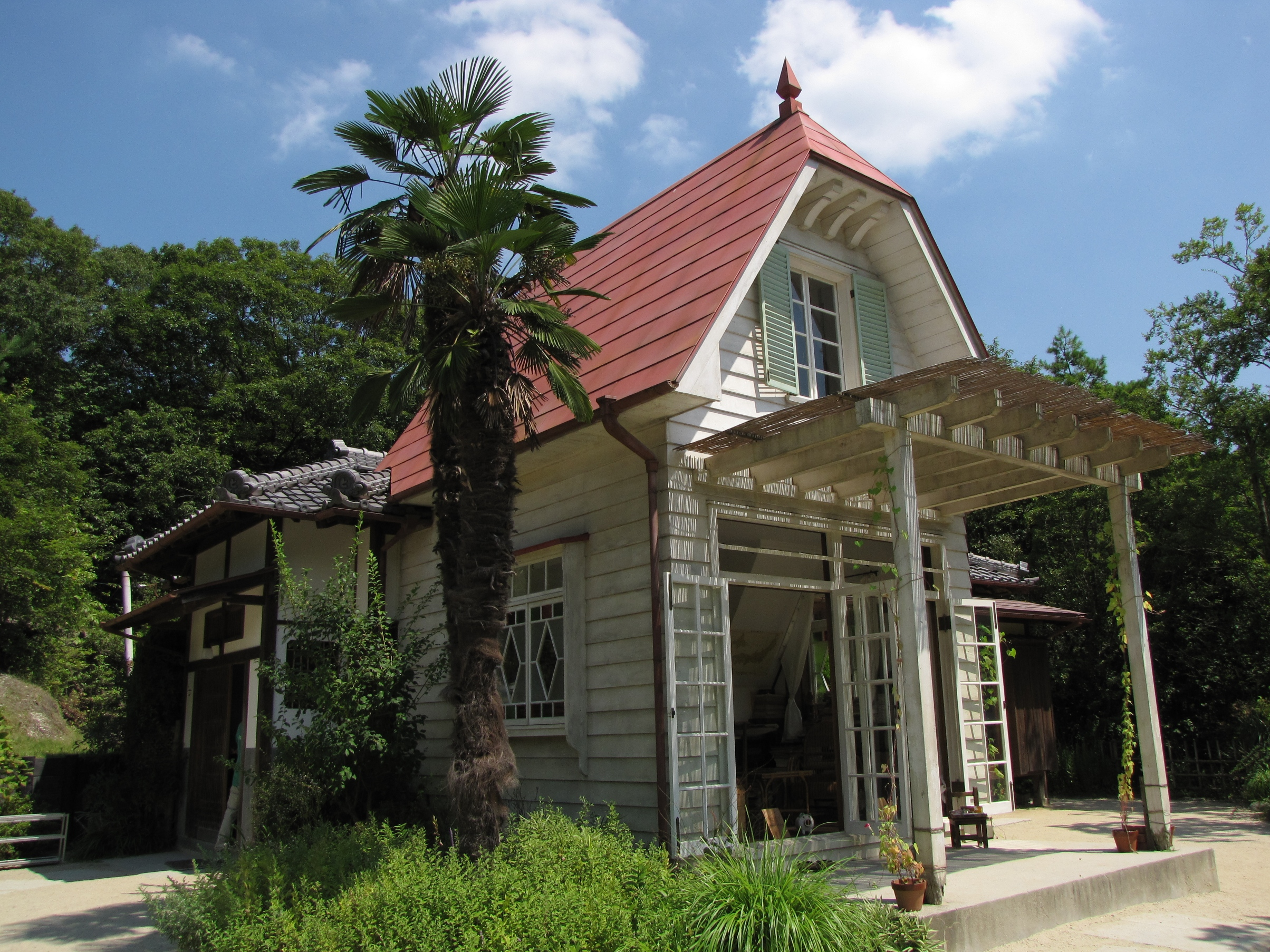
サツキとメイの家（愛・地球博記念公園時）

長久手会場は、施設の撤去などを経て、2006年7月15日に愛・地球博記念公園として整備された。瀬戸会場については、海上の森全体が愛知県の管理地となり、「瀬戸愛知県館」は改築され、森の管理と研修を行う施設「あいち海上の森センター」として、同年9月25日に開設。
施設については、基本的には一部を残して解体され、資材を他所へ転用するといわれる。これらの作業は約1年かけて行われた。
- 愛・地球博記念公園
  - 人気があったサツキとメイの家などは愛知県が引き取り、2006年7月15日から再度公開を開始した（抽選制を継続）。
  - 迎賓館は「愛・地球博記念館」となり、本博覧会を記念する資料館になった。
  - 本博覧会を象徴する円周歩道のグローバル・ループは、一部が残された。また、大観覧車も残され2006年7月15日から再度使用開始された。

展示物については、愛知県のフレンドシップ事業で交流した会場周辺都市の公共施設を中心に移されて展示されるものが多い。主な展示物の行き先
また、各種装飾や用品の一部はインターネットオークションを用いた一般への販売も行われている。
- 2005年9月26日
  - IMTSがトヨタ自動車広瀬工場[注 1]に移動[7]。
    - 展示状態ではミラーがないため公道を走行できないが、一時的にミラーを装着し、仮ナンバーで移動

  - アメリカ館で展示されていたライト兄弟のグライダーのレプリカが中部国際空港に移動。早速、翌27日より公開された[8]。
  - 各国政府代表者向けにレセプションホールで謝恩会が開催された[9]。
  - 各パビリオンのスタッフ向けにEXPOドームで慰労会が開催された[9]。
    - 3,000人しか収容能力のないEXPOドームに約5,000人が殺到した[9]。
- 2005年9月27日
  - イベント出演などで来日した8カ国（インドネシア、インド、パキスタン、スリランカ、ネパール、ナイジェリア、セネガル、カメルーン）、33人の外国人が行方不明となっていることが判明。一部はビザの期限が切れて不法滞在となった。
- 2005年10月6日
  - JR東海超電導リニア館に展示してあったリニアモーターカーMLX01-1が未明に搬出。名古屋市港区のJR東海子会社の所有地に放置され、対腐食実験などを行う。後にJR東海が2011年に開館予定のリニア・鉄道館にて再度展示する予定。
- 2005年11月16日
  - 感謝の夕べが都内のホテルで行われ、皇太子名誉総裁、小泉名誉会長、豊田会長ら多くの関係者が出席した。
- 2006年7月15日
  - 長久手会場跡地が「愛・地球博記念公園」として整備され、一部施設（サツキとメイの家、観覧車、愛知県児童総合センターなど）がオープン。
- 2006年9月25日
  - 瀬戸会場跡地の一部と旧瀬戸愛知県館が「あいち海上の森センター」として整備され、オープン。施設の愛称は万博時にパビリオンに住み着いたムササビの名前にちなんだ「ムーアカデミー」という（一般公募で決定）。各種自然体験教室を展開。海上の森全体の管理施設と自然体感・学習施設の機能を担うことになった。オープンに前後して万博のプログラムであった海上の森の見学ツアーを再開。さらに万博のパビリオン施設であった「窯の歴史館（平安中期の窯跡を保存した）」、「繭玉広場（休憩所を兼ねた展示施設）」、「物見の丘（高さ14メートルの展望台がある丘）」を再開した。
- 2006年12月31日
  - この日をもって2005年日本国際博覧会協会が解散。翌2007年1月から3月までは清算法人として清算業務および、協会の継承先である財団法人地球産業文化研究所への引継ぎ業務が行われていた。